# Je'Kel Foster
Je'Kel Reshard Foster (Natchez, 22 luglio 1983) è un ex cestista statunitense.

## Palmarès
- Campionato tedesco: 1

EWE Baskets Oldenburg: 2008-09
- Coppa di Germania: 1

Alba Berlino: 2013
- Supercoppa tedesca: 1

EWE Baskets Oldenburg: 2009